# Calle Mateos Gago

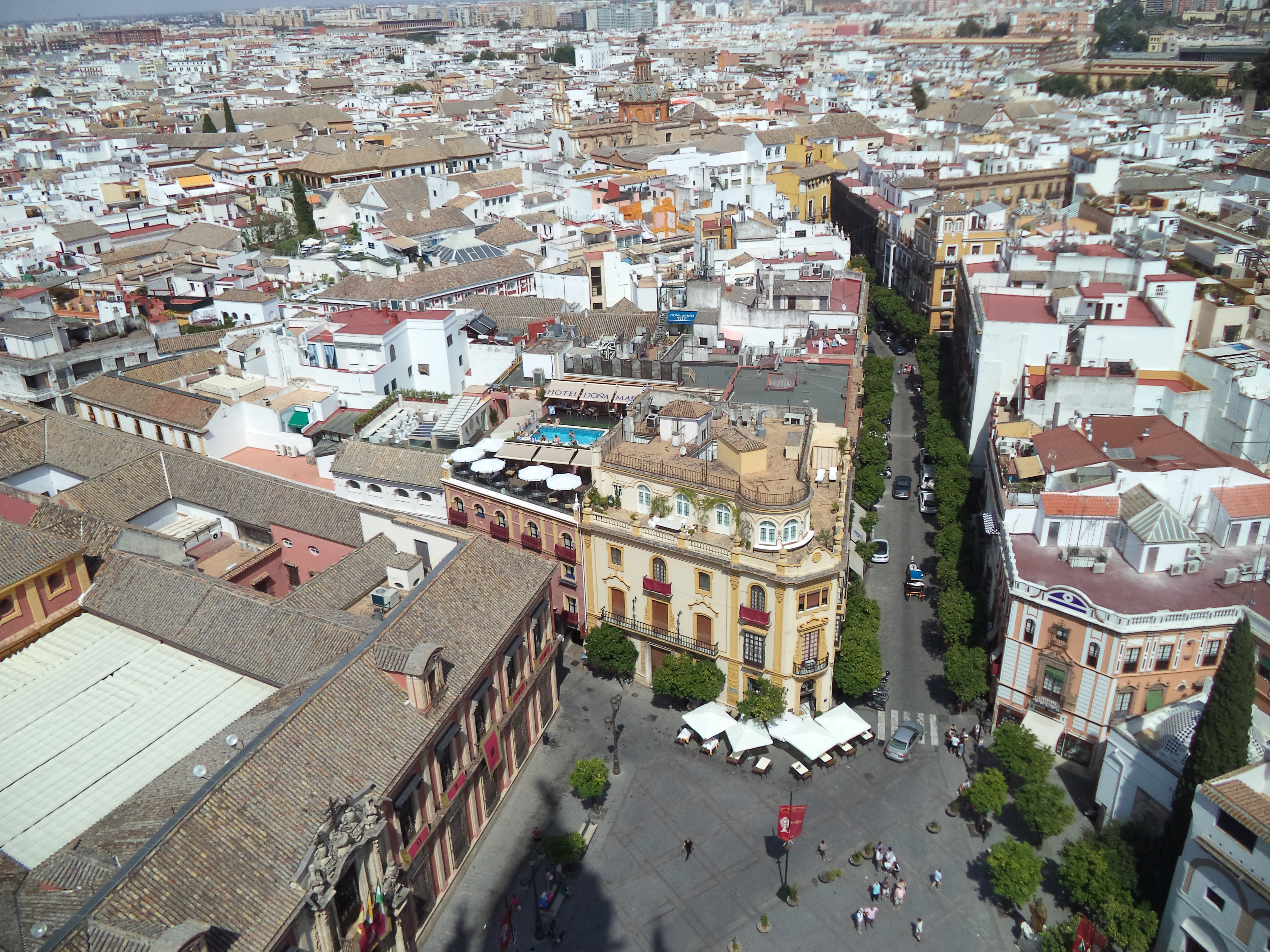
Calle Mateos Gago dalla Giralda

La calle Mateos Gago è una via pedonale del centro di Siviglia.
La via, una delle più importanti della città, parte da Plaza Virgen de los Reyes, dove si trova la Giralda e arriva in calle Fabiola, a Santa Cruz.
Anticamente si chiamava calle de la Borceguinería per via dei negozi di scarpe (il borceguí è un tipo di scarpa) ed era una via stretta e tortuosa. Nel 1893 la strada fu intitolata a Mateos Gago, professore di teologia dell'Università di Siviglia, e nel 1929 venne successivamente allargata durante i lavori per l'Esposizione Iberoamericana. 
Oggi la via, da cui si può ammirare una bella vista della Giralda, è sede di numerosi bar e locali.